# Panurginus armaticeps
Panurginus armaticeps là một loài Hymenoptera trong họ Andrenidae. Loài này được Cockerell mô tả khoa học năm 1916.